# Francisco Solano López (politico)
Francisco Solano López Carrillo (Asunción, 24 luglio 1827 – Cerro Corá, 1º marzo 1870) è stato un generale e politico paraguaiano.
Prestò servizio come comandante in capo delle Forze Armate, responsabile della modernizzazione dell'Esercito Paraguaiano, e agì come diplomatico rappresentante del Paraguay presso diversi Stati europei. A partire dal 10 settembre 1862, ricoprì la carica di vicepresidente della Repubblica in seguito alla morte di suo padre. Succedette a Carlos Antonio López nel 1862 come presidente costituzionale della Repubblica, carica che mantenne per tutta la durata della Guerra della Triplice Alleanza. Fu il secondo presidente costituzionale del Paraguay, in carica dal 16 ottobre 1862 fino alla sua morte il 1 marzo 1870.

## Biografia
Nato in una famiglia della classe media di Asunción, nel barrio di Manorá, figlio di Carlos Antonio López, giurista e politico, e di Juana Pabla Carillo Viana (1807 - 1872), venne inizialmente istruito dal padre, frequentando successivamente le classi del rinomato maestro argentino Juan Pedro Escalada (1787-1869), dimostrando particolare abilità nell'apprendimento di lingue come il francese o l'inglese. L'ascesa sociale di Solano López inizia con la nomina di suo padre a console della repubblica nel 1841. Francisco decise di intraprendere la carriera militare nell'esercito del Paraguay, dedicandosi alla sua modernizzazione. 
Parallelamente alla sua formazione militare, a Solano López vennero affidate varie missioni diplomatiche, prima come emissario del governo paraguaiano e successivamente come ambasciatore plenipotenziario in diversi Paesi europei. Compì la sua prima missione diplomatica a soli 15 anni, accompagnando gli emissari paraguaiani Andrés Gill e Manuel Pedro de la Peña a Buenos Aires nel 1842 per cercare il riconoscimento dell'indipendenza nazionale da parte di Juan Manuel de Rosas. Tuttavia, quella prima missione si rivelò infruttuosa, pur contribuendo a plasmare la futura carriera di Solano López come diplomatico.
Poco dopo l'ascesa di Carlos Antonio López alla presidenza nel 1844, a causa dell'indecisione del Brasile nel ratificare il trattato López-Pimenta Bueno, il governo del Paraguay si alleò con le forze indipendentiste della provincia di Corrientes, allora in rivolta contro il governo di Buenos Aires retto da Rosas. Questa alleanza era motivata dalla paura di Carlos Antonio López che Rosas invadesse il Paraguay per conquistarlo, motivo per cui il governatore ribelle di Corrientes, Joaquín Madariaga, chiese l'invio di un contingente militare per aiutare l'esercito locale al comando del generale José María Paz. Il presidente López affidò la direzione di tale contingente al suo primogenito, il quale partito da Villa del Pilar condusse più di mille soldati attraverso il Paraná mettendosi al servizio di Paz. Tuttavia, dopo alcuni scontri con l'esercito federale e disaccordi tra Paz e López, l'alleanza terminò a causa di un accordo firmato da Madariaga con il governo federale argentino. La forza militare paraguiana, guidata da Solano López e Francisco Wisner de Morgenstern, continuò le operazioni militari fino al 1852, scacciando le forze argentine dalla provincia di Misiones. Nel 1852 Juan Manuel de Rosas fu deposto e la Confederazione Argentina riconobbe ufficialmente l'indipendenza paraguaiana sotto il nuovo presidente, Justo José de Urquiza. Con il riconoscimento argentino, la minaccia alla sovranità paraguaiana si attenuò, consentendo inoltre la libera navigazione del Río de la Plata. 
Al fine di rafforzare i legami al di là dell'Atlantico, Carlos Antonio López incaricò il suo primogenito di guidare nel 1853 una missione diplomatica per stringere relazioni diplomatiche tra i Paesi dell'Europa e la nuova repubblica, nonché per introdurre nel Paraguay esperti e competenze al fine di svilupparvi un sistema industriale moderno e modernizzarne le forze armate. La missione diplomatica visitò vari Paesi e le corti di Inghilterra, Francia, Prussia e Regno di Sardegna. Durante la sua permanenza a Parigi Solano López conobbe l'irlandese Eliza Lynch, che sarebbe diventata la sua compagna.
Tra i risultati ottenuti dalla missione, vi fu l'acquisto della nave a vapore "Tacuarí", a bordo della quale Solano López fece ritorno in patria sul finire del 1854. L'imbarcazione avrebbe avuto un ruolo di primo piano nelle successive operazioni belliche del Paraguay. Al suo ritorno in Paraguay, Solano López prese parte ai negoziati con il Brasile per risolvere varie dispute di confine e sul diritto di navigazione fluviale che avevano causato vari incidenti. Il 27 aprile del 1855 venne firmato un trattato sul commercio e la navigazione ad Asunción tra i due Paesi. 
Nel 1855, fu nominato Ministro della Guerra e della Marina; successivamente, nel 1858, gli fu affidato il compito di negoziare con il diplomatico brasiliano José Paranhos, visconte di Rio Branco la libera navigazione dei fiumi Paraná e Paraguay, ampliando e chiarendo i contenuti del trattato del 1855. L'anno successivo, nel 1859, venne inviato a Buenos Aires come mediatore tra la ribelle provincia di Buenos Aires e la Confederazione Argentina, guidate rispettivamente da Bartolomé Mitre e Justo José de Urquiza. Dopo vari negoziati si giunse infine alla stipula, l'11 novembre del 1859, del cosiddetto Patto di San José de Flores, con Solano López tra i firmatari. Il Patto prevedeva il ritorno dello Stato di Buenos Aires sotto la sovranità della Confederazione Argentina e il riconoscimento della costituzione del 1853.
In seguito alla sua nomina a Ministro della Guerra e della Marina, Solano López si occupò di organizzare l'esercito e visitò la fortezza di Humaitá, recentemente modernizzata e potenziata. La sua attività sociale fu intensa in questo periodo, di benessere e progresso, condividendo quei momenti della sua vita con la compagna Eliza Lynch. Nel frattempo, dopo diversi anni di problemi di salute, il vecchio presidente Carlos Antonio López morì infine il 10 settembre 1862, avendo già da tempo preparato la successione presidenziale del suo primogenito. Egli aveva infatti lasciato un plico riservato con il quale nominava Solano López vicepresidente della repubblica. Immediatamente dopo la morte del padre, Solano López assunse la carica di vicepresidente e convocò un nuovo congresso che lo nominò presidente della repubblica il 15 ottobre. Francisco Solano López venne designato presidente per un mandato di 10 anni, diventando così il secondo presidente costituzionale dal 1844.
I primi anni del suo governo furono caratterizzati da un'attiva politica sia interna che estera. In relazione alla politica estera, la sua politica si orientò al mantenimento del cosiddetto "Equilibrio del Río de la Plata". I conflitti regionali misero tuttavia in crisi lo status quo. In principale percepì la "Cruzada Libertadora de 1863", guerra civile in Uruguay contro il governo di Bernardo Prudencio Berro, guidata da Venancio Flores (esponente politico Colorado e apertamente ostile al Paraguay), come manifestazione degli interessi dell'Argentina e del Brasile nella regione e come un passaggio intermedio verso un ulteriore coinvolgimento militare di queste potenze contro il Paraguay. Il 4 agosto del 1864 il governo brasiliano inviò un ultimatum al nuovo presidente dell'Uruguay, Atanasio Cruz Aguirre, affinché risarcisse le perdite subite dai cittadini brasiliani nella guerra civile in Uruguay. Di fronte al diniego del presidente, le forze armate brasiliane, apertamente favorevoli a Venancio Flores, invasero l'Uruguay, guidate dal generale João Propício Mena Barreto.
In reazione all'ingerenza brasiliana nella questione uruguaiana, López ordinò, l'11 novembre del 1864, la cattura della nave brasiliana "Marquês de Olinda", che all'epoca si trovava sulle acque del fiume Paraguay al largo di Asunción. Quest'azione fu sufficiente a interrompere le relazioni diplomatiche con l'Impero del Brasile. Contestualmente il Paraguay iniziò l'invasione della provincia brasiliana del Mato Grosso, sotto il comando del generale Vicente Barrios. Una volta dichiarata guerra all'Impero, López chiese al presidente argentino dell'epoca, Bartolomé Mitre, il permesso per il passaggio delle truppe paraguaiane attraverso il territorio argentino per aiutare il governo alleato dell'Uruguay; tuttavia, tale permesso gli venne negato da Mitre, che si giustificò dicendo di voler mantenere la neutralità nel conflitto.
Dopo aver appreso che Bartolomé Mitre aveva evidentemente infranto la sua promessa di neutralità concedendo il permesso alle truppe imperiali di attraversare il territorio argentino, López decise di dichiarare guerra all'Argentina (29 marzo 1865) e ordinò l'invasione di Corrientes. Con la dichiarazione di guerra ad entrambe le nazioni confinanti, la guerra sul suolo paraguaiano era solo una questione di tempo. Il primo maggio del 1865 veniva firmato a Buenos Aires il Trattato segreto della Triplice Alleanza, con contraenti Argentina, Impero de Brasile e Uruguay. Il fallimento delle operazioni militari del Paraguay nella provincia di Corrientes determinò l'inizio di una nuova fase del conflitto, sul territorio del Paraguay (campagna di Humaitá). Solano López mantenne per cinque anni il paese in una cruenta guerra con le tre nazioni (guerra della triplice alleanza, 1865-1870), periodo durante il quale represse spietatamente ogni minimo sospetto di dissenso, facendo torturare e giustiziare anche membri della sua famiglia. Nello stesso periodo scoprì una congiura contro di lui e fece torturare i responsabili, estorcendo loro la confessione della colpevolezza del vescovo Manuel Antonio Palacios (allora l'unico vescovo paraguaiano), che fu fucilato. Nel 1866 l'esercito alleato (Argentina, Brasile e Uruguay) decise di invadere il territorio paraguaiano, arrivando ad occupare la stessa capitale della repubblica nel 1869, instaurando un governo provvisorio non ostile alle forze alleate. Quest'ultime si sarebbero ritirate dal territorio paraguaiano solo nel 1876.
Con l'invasione alleata e gli eserciti di López decimati, l'epilogo tragico era inevitabile. In fuga dagli eserciti alleati, in seguito alla perdita della propria capitale Solano López iniziò una ritirata nell'interno del Paraguay, dove si svolsero le ultime operazioni militari del conflitto (campagna delle Cordigliere). Giunto fino ai confini dell'Amambay in una zona chiamata Cerro Corá, fu ucciso sulle rive del torrente Aquidabán Nigüi dalle forze brasiliane il primo marzo del 1870. La sua morte avrebbe posto fine a uno dei conflitti americani più sanguinosi del XIX secolo. La guerra aveva devastato la nascente nazione paraguaiana, che perse una percentuale elevatissima della sua popolazione maschile adulta. A guerra finita, l'economia del Paraguay era distrutta e la popolazione (secondo alcune stime compresa tra 420000 e 450000 persone prima della guerra) si era ridotta a 150000-160000 individui. Nei decenni successivi si sarebbe aperto un dibattito sulla figura di Solano López e sulla guerra della triplice alleanza.
I resti di Francisco Solano López riposano al Panteón Nacional de los Heróes di Asunción.

## Famiglia[4]
López ebbe dalle numerose amanti almeno 16 figli.

### Figli
Da Juana Paula Pesoa Ramírez
- Emiliano López
- Adelina López
- Josè López

Da Elizabeth Alice Lynch Lloyd (1833 - 1886)
- Juan Francisco López Lynch
- Corinne Adelaide Lynch
- Enrique Venancio Solano Victor Lopez Lynch
- Federico Loel Lopez
- Carlos Honorio Lopez Lynch
- Leopoldo Antonio Lopez
- Miguel Marcial Lopez
- Jorge Lopez Lynch

Da Maria Asuncion Carrillo Falcón (1828 - 1855)
- Jesùs Carrillo
- Alejo Carrillo

Da Rosa Carreras
- Rosa López Carreras

Da donna ignota
- Francisca Antonia López
- Juan Leon Benitez

## Nella cultura di massa
Nel suo romanzo dal titolo Il tesoro del presidente del Paraguay (1894), Emilio Salgari elaborò una visione positiva di Solano López, facendo agire e con successo Diego e Cardoso, eroi di questo romanzo, in difesa degli interessi di López come dell'intero popolo paraguayano in guerra.
Lo scrittore Eduardo Galeano, nel suo libro Le vene aperte dell'America Latina, ha interpretato in chiave anti-imperialistica la figura di Solano López e la guerra della triplice alleanza.